# Dorothy Odam-Tyler
Dorothy Jennifer Beatrice Tyler, született Odam, MBE (London, 1920. március 20. – 2014. szeptember 25.) olimpiai ezüstérmes brit atlétanő, magasugró.

## Pályafutása
1936-ban vett részt első alkalommal az olimpiai játékokon. Berlinben mindössze tizenhat éves volt, a legfiatalabb a magasugrás versenyzői között; ennek ellenére Csák Ibolya mögött ezüstérmesként végzett a számban. A második világháború után, a Londonban rendezett játékokon is jelen volt. Itt is második lett, miután az amerikai Alice Coachmannal együtt új olimpiai rekordot ugrott. A következő két olimpián is indult, de sem az 1952-es, sem 1956-os játékokon nem zárt az első hatban.
Pályafutása alatt két arany- és egy ezüstérmet szerzett a brit birodalmi és nemzetközösségi játékokon.
Érdekesség, hogy az egyetlen női atléta, aki a második világháború előtt és után is olimpiai érmet szerzett.

## Egyéni legjobbjai
- Magasugrás - 1,68 méter (1948)